# Шорт-стоп

Позиция шорт-стопа на поле

Шорт-стоп (англ. Shortstop, сокращённо SS) — игровая позиция в бейсболе. Шорт-стопом называют игрока обороняющейся команды, находящегося между второй и третьей базами. Считается одной из наиболее важных оборонительных позиций на поле, а также одной из самых сложных ввиду фактического выполнения двойной работы — шорт-стоп страхует сразу две базы. Согласно системе бейсбольной нумерации шорт-стопу присваивается номер 6. Создателем позиции считается американский бейсболист 1840-х годов Док Адамс.
Из-за преобладания праворуких бьющих над леворукими, которые чаще при ударе смещают траекторию мяча немного в сторону, большая часть мячей попадает именно в зону шорт-стопа. Если бьющий правша, шорт-стоп обычно смещается ближе к третьей базе, если левша — ко второй. На практике же позиция зависит от многих факторов — характеристик бьющего, занятых или не занятых баз и характеристик раннеров. Например, если базы не заняты раннерами, то шорт-стоп занимает позицию исходя из скорости бега бьющего, а если занята первая база, то он обычно смещается ближе к «дому». В число титулованных шорт-стопов входят Оззи Смит, Омар Визкелл, Люк Эпплинг, Луис Апарисио и другие.